# Harry McNish
Harry McNish (nome de baptismo Henry McNish, também regerido como Harry McNeish ou pela alcunha Chippy) (11 de Setembro de 1874 – 24 de Setembro de 1930) foi o carpinteiro da Expedição Transantártica Imperial liderada por Sir Ernest Shackleton, em 1914–1917. Foi responsável por muitos dos trabalhos que asseguraram a sobrevivência da tripulação depois do seu navio, o Endurance, ter sido destruído pelo gelo no Mar de Weddell. Modificou um dos barcos salva-vidas, o James Caird, que permitiu a Shackleton e mais cinco homens (incluindo McNish) efectuar uma viagem de cerca de 1300 km em busca de ajuda para a restante tripulação. Recusou-se a obedecer a algumas ordens durante uma das árduas marchas com os três barcos salva-vidas através do gelo e, apesar de todo o seu trabalho, foi um dos quatro membros que não receberam a Medalha Polar.
Depois da expedição, voltou ao trabalho na marinha mercante britânica tendo emigrado para a Nova Zelândia, onde trabalhou nas docas de Wellington até se reformar devido a doença.